# Sida gracillima
Sida gracillima är en malvaväxtart som beskrevs av Hassler. Sida gracillima ingår i släktet sammetsmalvor, och familjen malvaväxter. Inga underarter finns listade i Catalogue of Life.